# Guillaume de Berneville
Guillaume de Berneville est un poète anglo-normand de la seconde moitié du XIIe siècle.

## Biographie
On doit à Guillaume de Berneville, un clerc dont la famille était originaire de Berneville, la Vie de saint Gilles datant d’environ 1150, d’après sa biographie latine, la Vita sancti Egidii. À partir de l’original, Guillaume donne un récit détaillé, dramatique et pittoresque de la vie du saint où les moindres incidents sont prétextes à des descriptions abondantes et inattendues. Les sentiments du saint sont exprimés en longs monologues pleins de naïveté, de vérité et de finesse. Les rapports des divers personnages entre eux sont rapportés à l’aide de dialogues vifs et spirituels. Ses écrits permettent de reconstituer des éléments de son époque tels que le train des chasses royales, l’organisation des monastères, la construction des navires du XIIe siècle et la manœuvre de leurs marins ou la composition d’une riche cargaison de marchandises orientales. On y entend les discours des princes, des chevaliers, des moines, des petites gens ou les railleries des enfants des villes qui montrent le goût de leur auteur pour la langue familière. 

## Œuvre en ligne
- La vie de saint Gilles : poème du XIIe siècle, Éd. Gaston Paris et Alphonse Bos, Paris, Firmin Didot, 1881

## Pour approfondir